# San Francesco e quattro miracoli post-mortem
San Francesco e quattro miracoli post-mortem è un dipinto a tempera e oro su tavola (67x86,5 cm) attribuito a Giunta Pisano, databile al 1255-1260 circa e conservata nella Pinacoteca Vaticana.

## Storia
Già nella collezione della Biblioteca apostolica vaticana, venne ricordato, tra i primi, dal Toesca (1927), che lo avvicinò al dossale nel Museo del tesoro della basilica di San Francesco ad Assisi, riferendoli a un pittore pisano della metà del XIII secolo. Garrison nel 1949 descrisse il dipinto come "molto danneggiato e diffusamente ridipinto, specialmente nella scena in basso a destra" e propose una datazione più tarda, al 1275-1300, con riferimento a un artista umbro che lavorò nel solco dell'autore del dossale assisiate, secondo lui databile a circa un decennio prima. 
Fu restaurato nel 1964, quando si appurò anche che il fondo oro non era quello originale, ma frutto di un rinnovo completo. Dopo il restauro il dibattito sull'opera riprese con interesse, grazie a un saggio di Boskovits del 1973, che lo riferì a Giunta confrontando le scelte cromatiche e compositive con le opere della fase più "bizantina" dell'autore, quali il Crocifisso di San Domenico a Bologna e la Croce di San Ranierino a Pisa. 
Tuttavia la critica successiva sembra protendere per un'attribuzione alla scuola di Giunta: così Vollbach (1979), Todini (1989), Bruno Toscano (1990). Tartuferi (1991), valutando le forme più arrotondate dei personaggi, la diversa sensibilità architettonica negli sfondi e la narrazione più "popolareggiante", separò i due autori dei dossali assisiate e pisano, parlando nel secondo caso di un maestro locale che guardava già alla contemporanea pittura fiorentina.

## Descrizione e stile
Affine per forma e iconografia al dossale nel Museo del tesoro della basilica di San Francesco, fu riferito da Scarpellini a una bottega attiva ad Assisi e specializzata in questo tipo di rappresentazioni, che sarebbe responsabile anche del Dossale di San Francesco e sei miracoli a Pisa. 
La tavola a forma rettangolare, è divisa verticalmente in tre parti da fasce con motivi geometrici scuri; la ripartizione centrale mostra il santo a figura intera, e ai lati, divise a loro volta in due, due coppie di scene figurate di miracoli del santo. 
San Francesco è a figura intera, indossante il saio francescano, con un libro aperto nella mano sinistra e un crocifisso nella destra, coi segni delle stimmate sui palmi delle mani.
Gli episodi laterali vanno letti dall'alto verso il basso, da sinistra a destra:
- Guarigione della bambina dal collo torto
- Guarigione dello zoppo Bartolomeo da Narni
- Liberazione dell'indemoniata
- Guarigione dello storpio Niccolò da Foligno

Il colori vivaci esaltano le figurazioni, inserite in architetture irreali, rette da esili colonnine.